# Edith Jiménez
Edith Jiménez (Asunción, 30 de abril de 1918-Asunción, 7 de octubre de 2004) fue una artista plástica paraguaya.

## Primeros pasos
Fue hija de Eulogio Jiménez y de Silvia González. Inició sus estudios de pintura con el maestro Jaime Bestard en 1943. Este exponente de la pintura de su país, le enseñó el manejo de la composición y el color que la artista incorporó como un aporte fundamental a su propia expresión.
En 1952 realizó su primera exposición individual de pintura en la Galería Agustín Barrios del Centro Cultural Paraguayo Americano. Un año después fue nominada representante oficial, en la disciplina pintura, ante la II Bienal de São Paulo y participó de la muestra organizada por el histórico grupo “Arte Nuevo” —revolucionario de la plástica paraguaya en el siglo XX— en las vidrieras de la calle Palma, en el centro de Asunción.
Fue evolucionando en su producción artística y continuó con la presentación al público de sus obras participando en numerosas muestras colectivas en Asunción, São Paulo, Buenos Aires, Caracas, Montevideo y en ciudades del interior del Paraguay.
Ya en 1956 inició estudios de grabado en la Misión Cultural Brasileña con el maestro Livio Abramo. En 1958 recibió una beca del Gobierno del Brasil para estudiar grabado en Sao Paulo, en el Museo de Arte Moderno y en el estudio Gravura, siempre bajo la dirección de Livio Abramo; esta beca, inicialmente prevista para un año, se extendió a tres. En 1959 expuso en Sao Paulo y en Asunción.

## Trayectoria
| Año  | Actividad destacable |
| ---- | --- |
| 1960 | Obtuvo la Medalla de Oro en el Primer Certamen Latinoamericano de Xilografía realizado en Buenos Aires, Argentina. Comenzó a trabajar como profesora de Grabado en el Centro de Estudos Brasileiros, en Asunción, tarea que desempeñó prácticamente hasta su deceso en el 2004. |
| 1961 | Expuso en la VI Bienal de Sao Paulo, recibiendo Mención de Honor y Plaqueta de Plata y luego en la Bienal Internacional de Tokio, Japón. |
| 1963 | Expuso en la VII Bienal de Sao Paulo, donde ganó por segunda vez Mención de Honor y Plaqueta de Plata. Recibió, asimismo, Mención de Honor en la Primera Bienal Americana del Grabado en Santiago de Chile. |
| 1964 | Inició su experiencia con la pintura abstracta. Con este género, precisamente, obtuvo el “Premio Kennedy” instituido por el Centro Cultural Paraguayo Americano. |
| 1965 | Participó en la fundación del Museo de Arte Moderno de Asunción, expuso en la VIII Bienal de Sao Paulo y recibió una invitación del Departamento de Estado para visitar los Estados Unidos |
| 1970 | Realizó una exposición individual en el Museo de Arte Moderno de Río de Janeiro y participó en la muestra colectiva en la “American Colours Prints Society” de Nueva Jersey (Estados Unidos) y en la muestra internacional de Xilografía Contemporánea, en Capri, Italia. |
| 1971 | Expuso en la XI Bienal de Sao Paulo y en 1972 participó de la Muestra Internacional de Xilografía de Madrid. Fue invitada a integrar el grupo de artistas cuyas obras forman parte de la Pinacoteca del Senado Federal de Brasilia, institución cultural que adquiere veintiocho obras suyas. |
| 1973 | Realizó exposiciones individuales en Asunción, San Pablo y Brasilia e intervino en el tiraje de dos mil ejemplares realizado por el Grupo de Grabadores de Brasil (NUGRASP) para una edición del Club de la Estampa. |
| 1974 | Participó en la Bienal del Grabado de San Juan de Puerto Rico y en 1975 obtuvo Mención Especial y Plaqueta de Oro y Plaqueta de Plata en el Encuentro de Grabado de la Cuenca del Plata, y recibió el Premio Internacional de la Bienal de Sao Paulo, siendo este quizá el galardón más importante que artista plástico paraguayo alguno haya recibido nunca.                                                                          |
| 1976 | Realizó una exposición de grabado y pintura en la Galería Arte-Sanos de Asunción y en 1977 expuso grabados en la Galería Graphus de Sao Paulo, presentó pinturas en la Galería Arte-Sanos y expuso en la V Exposición de la “Asociación de Arte” de Toyonaka (Japón). |
| 1978 | Participó de la muestra “Grabado en el Paraguay”, que tuvo lugar en San José de Costa Rica, volvió a exponer en Arte-Sanos y participó en la muestra “Imágenes y mensajes de Latinoamérica”, en Villeparis (Francia). |
| 1979 | Expuso en la I Trienal del Grabado de Buenos Aires, en la Sala de los Premiados de la XV Bienal Internacional de Sao Paulo y nuevamente en Arte-Sanos, de Asunción. |
| 1980 | Expuso, junto al Grupo Arte Nuevo, en la Galería Agustín Barrios del Centro Cultural Paraguayo Americano, participó en la muestra “Artistas paraguayos” organizada por el Gobierno del Estado de Sao Paulo en el Museo de la Casa Brasileira de la capital paulista, en “Gráfica paraguaya” organizada por la OEA en Washington, y en la muestra colectiva de Tarjetas de Navidad, organizada por la Galería Casa Taller, de Asunción. |
| 1981 | Realizó una exposición de grabados en Casa Taller, participó en la Fundación Cultural Curitiba (Brasil) y en la exposición “25 años del Grabado en el Paraguay” en el Centro de Estudos Brasileiros, de Asunción. |
| 1984 | Participó en la exposición “Artistas paraguayos” en el Club Centenario de Asunción, y expuso en el Grand Palais de París, en una muestra organizada por la Société des Artistes Français (Francia). |
| 1986 | Participó de la muestra colectiva “Naturaleza muerta”, en la Galería Magister de Asunción, realizó una muestra individual en Arte-Sanos, presentó la exposición “Edith Jiménez, estudiante” en la Galería Fábrica de Asunción, y participó en las Bienales de Cali (Colombia) y de San Juan de Puerto Rico. |
| 1987 | Expuso en las galerías “Viejo Galpón” y “Siddartha”, de San Bernardino, y en 1988 en Duchan (Alemania) y realizó una muestra de grabados abstractos en la galería Michele Malingue de Asunción. |
| 1989 | Presentó una muestra de óleos en la galería Arte Sanos y participó de una muestra colectiva en la galería Magister de Asunción. En 1990 presentó la exposición “La nueva pintura de Edith Jiménez” en la galería Michele Malingue. Poseen sus obras museos de renombre mundial, de su país natal y coleccionistas paraguayos y extranjeros.                                                                                            |

Escribe Josefina Plá: “Edith, pintora ayer y hoy, grabadora desde hace tiempo y siempre, sigue su carrera cobijada por su magnífica modestia, en su labor toda entrega, en la cual, permaneciendo siempre fiel a sí misma, puede, por ello, ofrecernos algo nuevo y sugestivo en cada muestra.” Y Livio Abramo: “En estas series de pinturas si no encontramos aquella unidad de estilo, característica en la pintura de Edith Jiménez, encontramos, por otra parte, una riqueza de soluciones tonales realmente notable y -creemos- el anuncio de nuevas y más ambiciosas metas. Caminos desconocidos y peligrosos... pero fascinantes...” 
Como puede notarse, las exposiciones que ha ofrecido en el país y en numerosos sitios del mundo la posicionan como la artista plástica paraguaya más importante del siglo XX, todo ello sumado al hecho incontrastable que su obra ha alcanzado los más altos reconocimientos y que piezas de su autoría integran prestigiosas colecciones como las del Museo de Arte Moderno de Nueva York, el Museo de la Estampa de Buenos Aires, la Biblioteca Nacional de París, el Smith College Museum de los Estados Unidos y los más importantes museos del Paraguay.

## Últimos años
Poco tiempo antes de su fallecimiento y por iniciativa del también artista plástico y, en ese momento, Concejal de Asunción, Luis Alberto Boh, fue declarada unánimemente por la Junta Municipal de la capital paraguaya como “Hija dilecta de la ciudad de Asunción”, junto con el gran escultor Hermann Guggiari.
Falleció el 7 de octubre de 2004, a la edad de 86 años, recibiendo el reconocimiento público por sus altas dotes humanas y artísticas.